# Programme des Nations unies pour le développement
Le Programme des Nations unies pour le développement (PNUD) fait partie des programmes et fonds de l'ONU. Son rôle est d'aider les pays en développement en leur fournissant des conseils mais également en plaidant leurs causes pour l'octroi de dons. C'est ainsi que ce programme travaille en collaboration avec de nombreux autres programmes comme l'Onusida et d'autres organisations internationales (UPU et OMS notamment). Son siège est situé à New York, aux États-Unis.

## Histoire
Les origines du PNUD remontent aux années 1950 avec la création par l’Assemblée générale des Nations unies du Programme élargi d’assistance technique (PEAT ou EPTA en anglais) et la mise en place en décembre 1958 du Fonds spécial des Nations unies (FSNU). Les activités proches de ces deux organisations ont conduit l’Assemblée générale à décider de leur fusion par la résolution 2029 et la création au 1er janvier 1966 du PNUD,.
Le 5 mai 2005, l'Assemblée générale des Nations unies a décidé à l'unanimité que l'Administrateur succédant à Mark Malloch-Brown (alors nommé vice-secrétaire général des Nations unies par Kofi Annan) serait le Turc Kemal Derviş. Dervis était alors député à la Grande Assemblée nationale de Turquie et fut Ministre de l'Économie. Il est entré en fonction pour un mandat de 4 ans le 15 août 2005.
Helen Clark lui succède et prend ses fonctions d'Administratrice du Programme des Nations unies pour le développement le 20 avril 2009. Elle est la première femme à assumer la direction de l’organisation et assure également la présidence du Groupe des Nations unies pour le développement, un comité regroupant les directeurs de l’ensemble des fonds, programmes et départements spécifiquement chargés des questions de développement. Elle fut également trois fois premier ministre de la Nouvelle-Zélande du 5 octobre 1999 au 19 novembre 2008.

## Champs d'action
Ses principaux axes d'action sont :
- promouvoir la gouvernance démocratique ;
- réduire la pauvreté ;
- prévenir les crises (catastrophes, guerres) ;
- aider à la gestion durable des ressources (énergie, environnement) ;
- empêcher la propagation du VIH/sida ;
- de manière globale, promouvoir le développement humain.

Le PNUD assume également pour le compte du système des Nations unies la fonction de coordination des activités opérationnelles des agences onusiennes sur le terrain, dans les pays partenaires, de l'action des Nations unies, à travers la gestion du Coordonnateur résident du système des Nations unies qui est également Représentant Résident du PNUD.
Le Coordonnateur résident, qui est le représentant désigné du secrétaire général des Nations unies, est accrédité avec rang d'ambassadeur auprès du chef d'État et est membre du corps diplomatique.

### Exemples d’activités

#### Promotion de la gouvernance démocratique
Tous les quinze jours, il y a, quelque part dans le monde, un scrutin auquel le PNUD apporte son appui. En 2011, le PNUD a aidé 15 pays à adopter des initiatives qui ont fait progresser le pourcentage d’électeurs inscrits, dont un grand nombre de femmes[réf. nécessaire].
En 2009, le PNUD a contribué financièrement et logistiquement en collaboration avec les forces des Nations unies de la MINUSTAH à l'organisation des élections sénatoriales à Haïti[réf. nécessaire].

#### Prévention des crises
L’organisation travaille avec les gouvernements des pays anciennement en guerre pour déminer les zones de conflit, détruire les mines terrestres non explosées, éduquer les populations sur leurs dangers et favoriser la réinsertion économique des victimes. Au Cambodge, l’un des États les plus touchés par la présence de mines, le PNUD a aidé le pays à se débarrasser de 49 000 mines et à distribuer les terres nettoyées à de petits agriculteurs.

### Rapports
Le PNUD publie chaque année, depuis 1990, un Rapport sur le développement humain. Ce rapport est composé de deux parties. La première partie aborde chaque année un thème spécifique lié au développement (par exemple, réchauffement climatique ; accès à l’eau ; commerce et inégalités de revenu). La seconde partie classe plus de 160 pays selon l'indicateur de développement humain (IDH).

## Composition
Le PNUD compte environ 6 500 employés pour un budget de 5 milliards de dollars par an, dans les années 2010.
Le PNUD comprend, à l'instar du groupe de la Banque mondiale, plusieurs entités distinctes : le PNUD lui-même bien sûr, mais aussi ONU Femmes, le service des Volontaires des Nations unies (VNU), le Fonds d'équipement des Nations unies (FENU), le Bureau des Nations unies pour les services d'appui aux projets (UNOPS), le Bureau de lutte contre la désertification et la sécheresse (BNUS/UNSO).
En 2012, 36 pays sont membres du Conseil d'administration du PNUD. Ce dernier est chargé d'approuver les programmes et d'appliquer les politiques formulées par l'Assemblée générale des Nations unies.
L'Administrateur du PNUD est la troisième personne la plus importante dans la hiérarchie onusienne, après le secrétaire général et le vice-secrétaire général de l'Organisation.

## Ambassadeurs de bonne volonté
Pour mettre en lumière les causes majeures de l'organisation, le PNUD sollicite les services et le soutien d'individus qui jouissent d’une large notoriété et d’un respect général sur le plan international. Il leur est demandé d'assumer, à titre bénévole, les fonctions d'ambassadeur de bonne volonté et de mettre à profit leur notoriété pour amplifier l'urgence et l'universalité du message prôné par le développement humain et la coopération internationale.
Le PNUD compte actuellement dix ambassadeurs de bonne volonté :
- Misako Konno (en), actrice japonaise, 1998
- Ronaldo, footballeur brésilien, 2000
- Zinédine Zidane, footballeur français, 2001
- Prince héritier Haakon de Norvège, 2003
- Didier Drogba, footballeur ivoirien, 2007
- Maria Sharapova, tenniswoman russe, 2007
- Antonio Banderas, acteur espagnol, 2010
- Marta, footballeuse brésilienne, 2010
- Iker Casillas, footballeur espagnol, 2011
- Connie Britton, actrice américaine, 2014

## Distinctions
- Le Prix Julia V. Taft ou Prix Taft a été créé après le décès de madame Julia Vadala Taft en 2008. Après son départ du PNUD en 2004, Julia V. Taft, première directrice du Bureau pour la prévention des crises et le relèvement, est devenue un membre actif du Comité États-Unis pour le PNUD[4].
- Le premier lauréat a été le bureau du PNUD au Soudan en 2009.
- Le Comité des États-Unis pour le PNUD a remis son second Prix annuel Julia Vadala Taft au bureau du PNUD en activité à Haïti le 29 avril 2010 à Washington, DC. Ce prix, fondé en l’honneur de la première directrice du Bureau pour la prévention des crises et le relèvement, récompense les efforts entrepris par l’équipe des Nations unies, après le séisme du 12 janvier 2010 pour aider Haïti à construire un avenir meilleur. À la suite du séisme, la structure qui abritait le bureau du PNUD à Haïti a été condamnée et son annexe détruite. Les membres du personnel, dont beaucoup avaient perdu de la famille, des amis ainsi que leur propriété au cours de la tragédie, ont dû travailler dans des conditions extrêmement pénibles. La réception et la remise du prix avaient lieu à l’Ambassade du Canada à Port-au-Prince. Kim Bolduc, ancienne Coordonnatrice résidente, Coordinatrice humanitaire et Représentante résidente du PNUD et Monique Pierre-Antoine, spécialiste des programmes du bureau de pays et vice-présidente de l’association du personnel du PNUD en Haïti ont accepté le prix au nom de leurs collègues. « Ce prix me fait espérer qu’on n’oubliera jamais Haïti », a déclaré Mme Pierre-Antoine. Elle a remercié ses collègues de l’équipe du PNUD qui se sont rendus en Haïti tout de suite après le séisme pour apporter de l’aide tout en vivant dans des conditions extrêmement difficiles.
- Le N-Peace award (en) est un prix visant à reconnaitre et promouvoir le rôle des femmes dans la construction de la paix, l'autonomisation des communautés et la prévention des conflits. Il est décerné depuis 2011[5],[6].